# Александровка (Тарутинский район)
Алекса́ндровка (укр. Олекса́ндрівка) — село, относится к Тарутинскому району Одесской области Украины.
14 октября в Александровке отмечают день села.
Согласно переписи населения Российской империи (1897) село Александровка относилось к Аккерманскому уезду Бессарабской губернии Российской империи где преобладало православное вероисповедание (православие исповедовали 2104 человека) проживало 1065 мужчин и 1054 женщины.
В ноябре—декабре 1917 года крестьяне села самовольно захватили помещичьи земли и поделили их между собой. Советская власть установлена в январе 1918 года. В период оккупации края буржуазно-помещичьей Румынией в Александровке 6 октября 1921 года произошло крупное сражение между отрядом полиции и партизанами, которым удалось прорвать окружение карателей и скрыться. После восстановления в июне 1940 года Советской власти в селе организовались первые колхозы — «Комунар» и «Зоря».
Во время Великой Отечественной войны 435 жителей села участвовали в боях с врагом, 149 из них удостоены правительственных наград. 251 человек погиб в борьбе с фашизмом. В честь павших воинов-односельчан в селе установлен памятник.
Население по переписи 2001 года составляло 1834 человека. Почтовый индекс — 68532. Телефонный код — 4847. Занимает площадь 3,44 км². Код КОАТУУ — 5124780401.